# Exilisciurus concinnus
Exilisciurus concinnus är en däggdjursart som först beskrevs av Thomas 1888.Den ingår i släktet Exilisciurus och familjen ekorrar. IUCN kategoriserar arten globalt som livskraftig. Inga underarter finns listade.

## Beskrivning
Pälsen på ovansidan är mörkbrun med en lätt dragning åt rött, medan den på buken är ljusbrun. Ekorren är liten, även om den är den största arten i släktet: Kroppen är mellan 5 och 7,5 cm lång, ej inräknat den 7,5 till 10 cm långa svansen, och bakfoten är mellan 2,5 och 3 cm lång. Individerna väger 25 till 35 g.

## Utbredning
Denna ekorre förekommer i Mindanao-ögruppen i sydöstra Filippinerna.

## Ekologi
Habitatet utgörs av skog, både täta låglandsskogar och bergsskogar. Arten är dagaktiv, och förekommer i de lägre till medelhöga delarna av skogen, som trädstubbar, stammar, undersidan av grenar och håligheter i träden. Den kan också förekomma i mindre kalhyggen. Störs den, gömmer den sig ofta bland trädrötterna. I bergstrakter når arten 2 000 meter över havet.
Födan utgörs av frön som kompletteras med några insekter och kanske frukter. Exilisciurus concinnus har kvittrande alarmrop.